# ANGPT4
ANGPT4‏ (Angiopoietin 4) هوَ بروتين يُشَفر بواسطة جين ANGPT4 في الإنسان.